# Coalho líquido

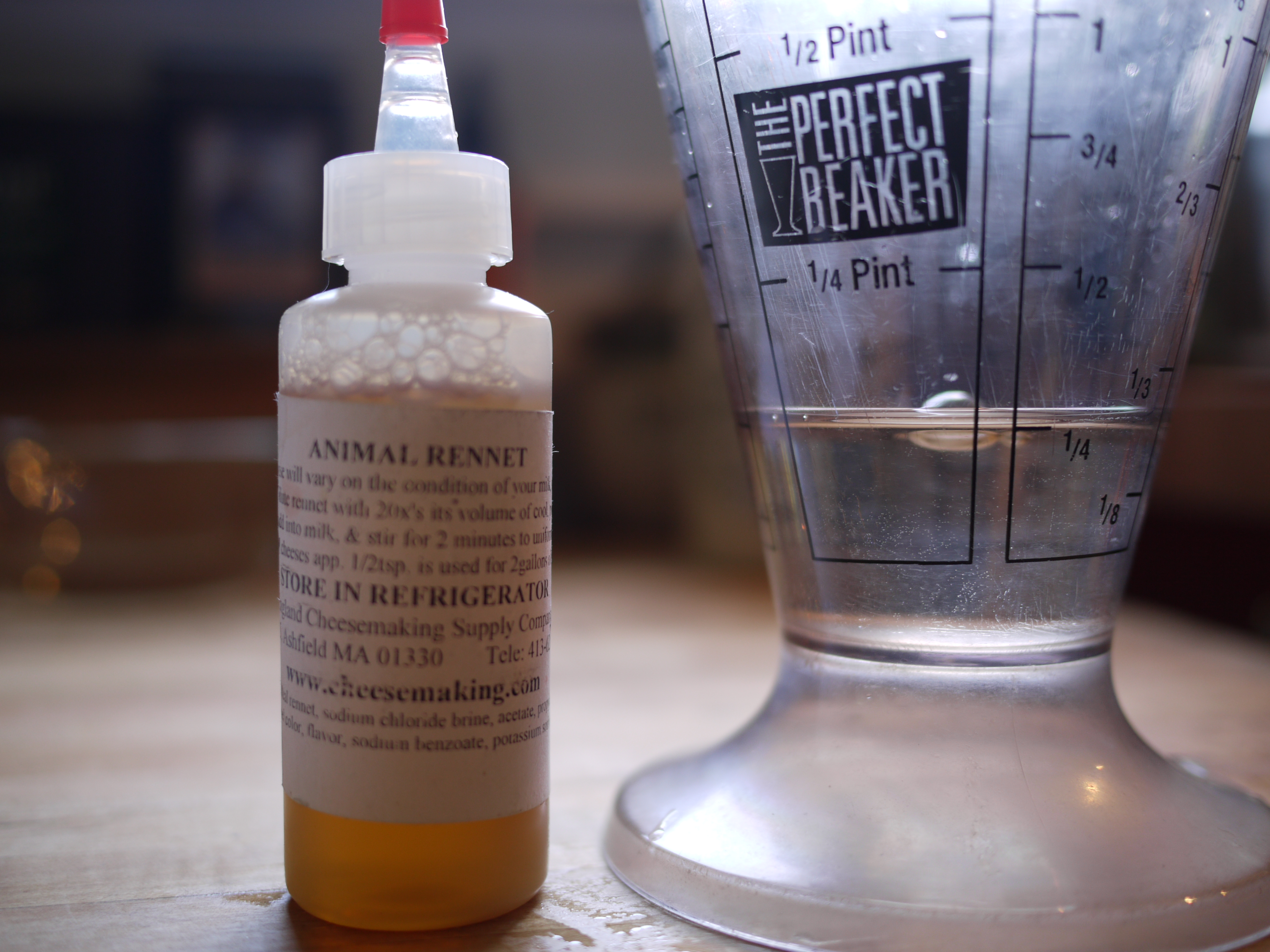
Coalho animal para ser usado na fabricação de queijo cheddar

Coalho líquido é um conjunto complexo de enzimas produzidas no estômago de mamíferos ruminantes. A quimosina, seu principal componente, é uma enzima protease que coagula a caseína do leite. Além da quimosina, o coalho contém outras enzimas, como a pepsina e uma lipase.
Tradicionalmente, o coalho tem sido usado para separar o leite em coalhada sólida e soro de leite líquido, usados na produção de queijos. O coalho de bezerros tornou-se menos comum para esse uso, a ponto de menos de 5% dos queijos nos Estados Unidos serem feitos com coalho animal atualmente. A maior parte dos queijos agora é feita com quimosina derivada de fontes bacterianas.

## Ação molecular das enzimas de coalho
Uma das principais ações do coalho é sua protease quimosina, que cliva a cadeia kappa da caseína. A caseína é a principal proteína do leite. A clivagem remove o glicomacropeptídeo (GMP), ligeiramente carregado negativamente, da superfície da micela de caseína. Como as cargas negativas repelem outras cargas negativas, o GMP impede que as micelas de caseína adiram umas às outras. Com a remoção do GMP, as micelas de caseína podem começar a se agrupar e perder sua carga polar, fazendo com que elas saiam das moléculas de água polar e se juntem à gordura não polar do leite como uma parte da coalhada do queijo. Essa ação é aprimorada na presença de íons fortes, como os formados por cálcio e fosfato. Dessa forma, esses produtos químicos são ocasionalmente adicionados para suplementar as quantidades preexistentes no processo de fabricação do queijo, especialmente no leite de cabra pobre em fosfato de cálcio. A rede sólida da proteína caseína truncada retém outros componentes do leite, como gorduras e minerais, para criar o queijo[carece de fontes?].

## Extração de coalho de bezerro
O coalho de bezerro é extraído da mucosa interna da quarta câmara estomacal (o abomaso) de bezerros jovens em fase de amamentação como parte do abate de animais. Esses estômagos são um subproduto da produção de vitela. O coalho extraído de bezerros mais velhos (alimentados com capim ou grãos) contém menos ou nenhuma quimosina, mas um alto nível de pepsina e só pode ser usado para tipos especiais de leite e queijos. Como cada ruminante produz um tipo especial de coalho para digerir o leite de sua própria espécie, há coalho específico para cada leite, como o coalho de cabrito para o leite de cabra e o coalho de cordeiro para o leite de ovelha.

### Método tradicional
Os estômagos secos e limpos de bezerros jovens são cortados em pedaços pequenos e colocados em água salgada ou soro de leite, juntamente com um pouco de vinagre ou vinho para diminuir o pH da solução. Depois de algum tempo (durante a noite ou vários dias), a solução é filtrada. O coalho bruto que permanece na solução filtrada pode então ser usado para coagular o leite. Cerca de 1 grama dessa solução normalmente pode coagular de 2 a 4 litros de leite.

### Método moderno
Os estômagos congelados são moídos e colocados em uma solução de extração de enzimas. O extrato bruto de coalho é então ativado pela adição de ácido; as enzimas do estômago são produzidas em uma forma inativa e são ativadas pelo ácido estomacal. O ácido é então neutralizado e o extrato de coalho é filtrado em vários estágios e concentrado até atingir uma potência típica de cerca de 1:15.000, o que significa que 1g de extrato pode coagular 15 kg de leite.[carece de fontes?]
Um quilograma de extrato de coalho tem cerca de 0,7g de enzimas ativas - o restante é água e sal e, às vezes, benzoato de sódio (E211), 0,5%-1,0% para preservação. Normalmente, 1 kg de queijo contém cerca de 0,0003g de enzimas de coalho.